# گمینا زدونه (استان لهستان بزرگ‌تر)
گمینا زدونه (استان لهستان بزرگ‌تر) (به لهستانی:  Gmina Zduny) یک گمینا در لهستان است که در شهرستان کروتوشن واقع شده‌است. گمینا زدونه ۸۵٫۲ کیلومتر مربع مساحت و ۶٬۹۴۶ نفر جمعیت دارد.